# Bruno Maquart
Bruno Maquart, né le 25 janvier 1964 à Alger (Algérie), est un ingénieur agronome et haut-fonctionnaire français, président d'Universcience entre 2015 et 2025.
Inspecteur général des affaires sociales depuis 1996, il occupe des responsabilités dans le domaine de la culture et des affaires sociales. Il a notamment été directeur général du Centre Pompidou de 2001 à 2007 puis de l'Agence France-Muséums de 2007 à 2010.

## Biographie

### Jeunesse et formation
Diplômé de l’Institut national agronomique Paris-Grignon, il poursuit ses études à l'École nationale d'administration.

### Carrière
En 2001, il prend la direction du Centre Pompidou. Puis, en 2007, Bruno Maquart est nommé directeur général de France-Muséums où il est notamment chargé du Louvre Abou Dhabi.
En décembre 2012, il rejoint le cabinet de Marisol Touraine, ministre des Affaires sociales et de la Santé de 2013 à 2015, en tant que directeur adjoint puis comme directeur l'année suivante.
En 2019, il est nommé président de l'Institut national des données de santé.

### Présidence d'Universcience
Le 1er juillet 2015, Bruno Maquart prend la tête d'Universcience, établissement public regroupant le Palais de la Découverte et la Cité des sciences et de l'industrie, succédant à Claudie Haigneré qui assurait la présidence de l'établissement depuis sa création en 2009.
Il est reconduit pour un second mandat en décembre 2020. Il est par ailleurs, depuis juin 2020, vice-président du Réseau européen des centres et musées scientifiques (en).
Le 12 juin 2025, il est démis de ses fonctions avant l'issue de son second mandat. Cette décision s'inscrit dans un contexte d'incertitude quant à l'avenir du Palais de la Découverte, fermé depuis 2020 pour travaux.